# Люболя
Люболя (пол. Lubola) — село в Польщі, у гміні Пенчнев Поддембицького повіту Лодзинського воєводства.
Населення — 172 особи (2011).
У 1975-1998 роках село належало до Серадзького воєводства.

## Демографія
Демографічна структура станом на 31 березня 2011 року:
|          | Загалом | Допрацездатний вік | Працездатний вік | Постпрацездатний вік |
| -------- | ------- | ------------------ | ---------------- | -------------------- |
| Чоловіки | 86      | 11                 | 58               | 17                   |
| Жінки    | 86      | 13                 | 39               | 34                   |
| Разом    | 172     | 24                 | 97               | 51                   |